# 142091 Omerblaes
142091 Omerblaes è un asteroide della fascia principale. Scoperto nel 2002, presenta un'orbita caratterizzata da un semiasse maggiore pari a 2,4171676 UA e da un'eccentricità di 0,1216226, inclinata di 6,30980° rispetto all'eclittica.